# Hysterocladia conjuncta
Hysterocladia conjuncta är en fjärilsart som beskrevs av Hopp 1927. Hysterocladia conjuncta ingår i släktet Hysterocladia och familjen Megalopygidae. Inga underarter finns listade i Catalogue of Life.